# Pentaneura futilis
Pentaneura futilis is een muggensoort uit de familie van de dansmuggen (Chironomidae). De wetenschappelijke naam van de soort werd voor het eerst geldig gepubliceerd in 1867 door Frederik Maurits van der Wulp.